# گروسهارتمانسدورف
گروسهارتمانسدورف (به آلمانی: Großhartmannsdorf) یک شهر در آلمان است که در میتل‌زاکسن واقع شده‌است. گروسهارتمانسدورف ۲٬۸۰۷ نفر جمعیت دارد.